# Joseph Said
Joseph Said (ur. 20 kwietnia 1954) – maltański kolarz szosowy,  olimpijczyk.
Brał udział w igrzyskach olimpijskich w 1972 (Monachium). Startował tylko w jeździe drużynowej na czas i wraz z Alfredem Tonną, Johnem Magrim i Louisem Bezziną zajął 31. miejsce na 36 zespołów (wyprzedzili m.in. zdyskwalifikowanych Holendrów).